# Honda CB 450S
Motocykl szosowy typu naked produkowany przez koncern motocyklowy Honda w latach 1986-89.

## Silnik
Oferowane były wersja otwarta o mocy 44KM oraz zdławiona (Niemcy) o mocy 27KM. W tym modelu zastosowano niewielką chłodniczkę oleju.

## Nadwozie
Rama kratownicowa, dwie tarcze hamulcowe z przodu o średnicy 256mm, z tyłu bęben 140mm.